# Die Bürgschaft
L'ostaggio (tedesco: Die Bürgschaft) è una ballata pubblicata dal poeta tedesco Friedrich Schiller nel 1799 sul Musen-Almanach. Egli prese l'idea dall'antica leggenda di Damone e Finzia che proveniva dalla Fiaba Latina di Gaio Giulio Igino, resa nella collezione medievale del Gesta Romanorum. Egli ingrandisce la credenza nell'amore fraterno e nella fedeltà.

## Trama

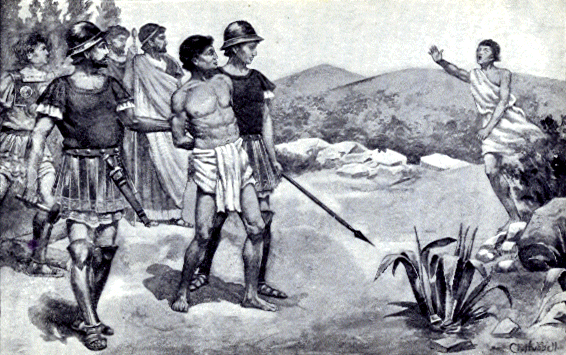
Damone e Finzia

La ballata è ambientata nell'antica polis greca di Siracusa. Dopo un tentativo fallito di Moero (nella leggenda si tratta di Finzia) di uccidere il tiranno Dionigi, viene catturato e condannato a morte, ma chiede un ritardo per poter sposare sua sorella al marito designato. Dionisio gli permette un prolungamento di tre giorni a condizione che il suo amico rimanga con lui per garantire il ritorno di Moero. Se non fosse tornato in tempo, il suo amico avrebbe subito la sua punizione.
Con sorpresa di Dionisio, Moero, nonostante le inondazioni, l'assalto di una banda di banditi, picchiato dal sole e dalla mancanza di acqua sulla via del ritorno alla sua esecuzione, all'ultimo momento ritorna per salvare il suo amico. Scandalizzato da questo atto, il tiranno ammette il valore morale della fedeltà e chiede di essere considerato come un amico per loro.

## Versioni
Schiller ha scritto la versione originale nell'estate del 1798, contemporaneamente alla sua poesia Der Kampf mit dem Drachen, e pubblicate entrambe nel 1799. Nel 1804 rielaborò la ballata e cambiò il nome del personaggio principale da Moero a Damone. È stato tradotto in inglese dal 1842 quando è apparso nel Blackwood's Edinburgh Magazine.
Alla fine degli anni Trenta, Bertolt Brecht ha scritto un commento al versetto Über Schillers Gedicht "Die Bürgschaft", un sonetto ironico che elogia l'età dell'oro in cui il contratto aveva una forza morale tale che il tiranno capisce che non è neanche necessario. Questo versetto è stato impostato su musica di Hanns Eisler.
Nel 1940 l'autore giapponese Osamu Dazai ha pubblicato il racconto Corri Melos rielaborando la poesia di Schiller. È un classico molto diffuso nelle scuole giapponesi.

## Impostazioni musicali
Franz Schubert pone due volte in musica questa ballata: prima come canto per voce e pianoforte nel 1815 (D 246) e poi come opera nel 1816 (D 435) ma ha lasciato incompiuto il lavoro al terzo atto.